# Člověk

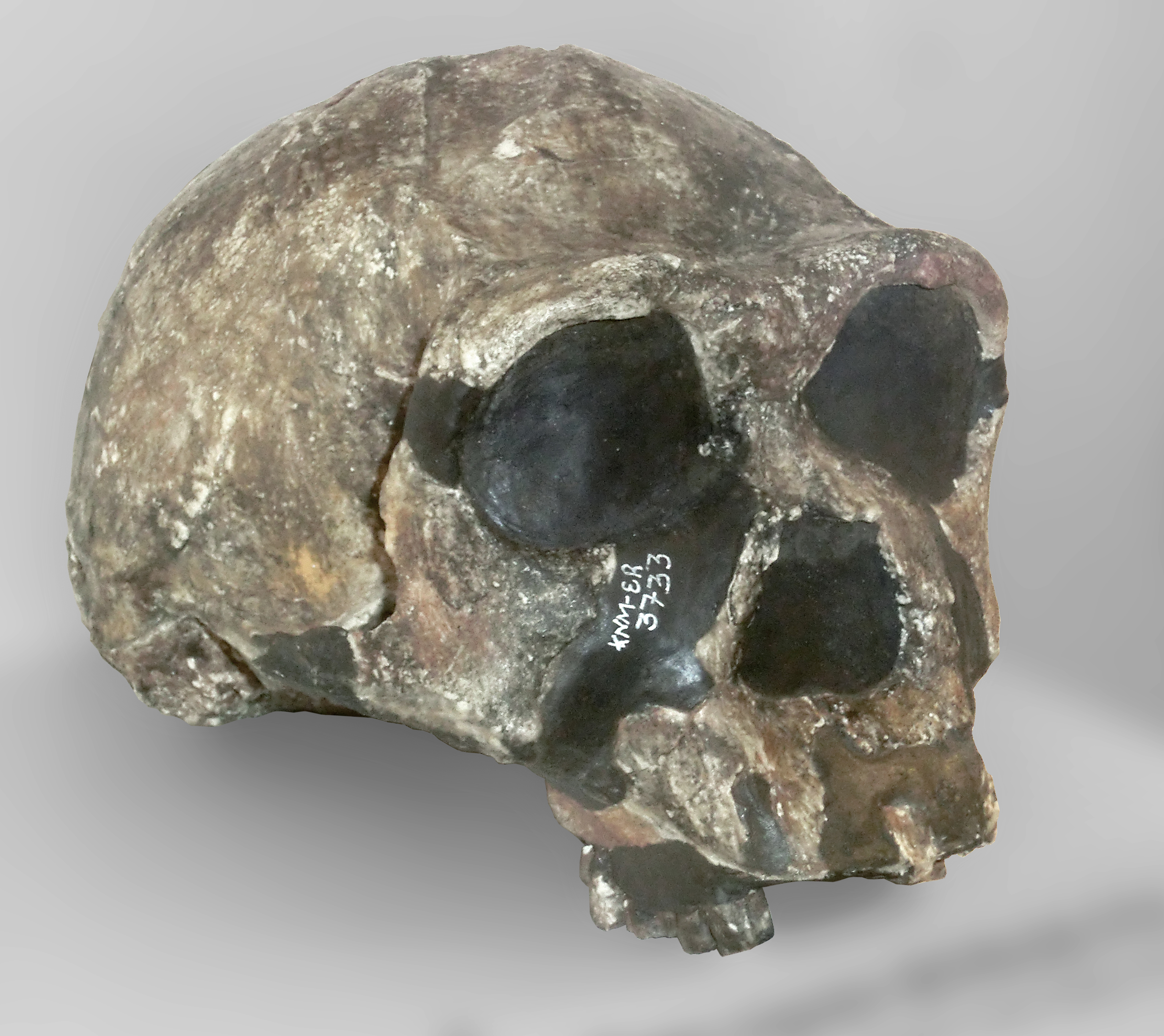
Homo ergaster, lebka

Člověk (Homo) je rod živočichů z čeledi hominidi (Hominidae), k němuž patří jediný současně žijící zástupce člověka – druh člověk moudrý (Homo sapiens) a jeho blízcí vyhynulí příbuzní. Odhaduje se, že rod je asi 2,8 milionu let starý. Vznik rodu Homo se datuje do stejné doby, kdy se také objevují první kamenné nástroje, a tedy v době, kdy začíná nejstarší paleolit.
Všechny druhy, vyjma člověka moudrého, vyhynuly. Člověk vzpřímený vyhynul před 50 000 až 35 000 lety, Homo neanderthalensis asi před 30 000 lety. V Iwo Eleru (Nigérie) byla nalezena také archaická forma Homo sapiens stará pouze 13 000 let.
Člověk je na základě anatomických struktur či dle evolučních poznatků označován za všežravce.

## Systematika rodu
Ani v odborných kruzích není konsensus na tom, co považovat za samostatné lidské druhy, ať už kvůli samotné definici (taxonomickému vymezení) druhu, tak kvůli přiřazení jednotlivých paleontologických nálezů (a to i podle molekulárně genetických charakteristik u nálezů, umožňujících takovou analýzu, a identifikovaných introgresí v genomech současné lidské populace jako výsledků dávných křížení). Současné zdroje (rok 2024) uvádějí již přes 30 takových návrhů, i když některé nesplňují základní taxonomické požadavky na uznání.
Jako druhy rodu Homo se obvykle uvádějí (aktualizováno k roku 2024):
- †Homo habilis (člověk zručný),
- †Homo rudolfensis (člověk východoafrický),
- †Homo naledi (člověk hvězdný[8]),
- †Homo ergaster (člověk dělný),
- †Homo erectus (člověk vzpřímený),
- †Homo floresiensis (člověk floreský),
- †Homo juluensis[9][10][11] [pozn. 1][pozn. 2]
- †Homo longi[13][14][15][16] („člověk dračí“),[17]
- †Homo luzonensis (člověk luzonský)[18][19][20],
- †Homo antecessor (člověk předchůdce),
- †Homo heidelbergensis (člověk heidelberský)[pozn. 3],
- †Homo rhodesiensis (člověk rhodéský)[pozn. 4][pozn. 3],
- †Homo neanderthalensis (člověk neandertálský),
- Homo sapiens (člověk moudrý).

Mezi druhy rodu Homo možná bude překlasifikován i †Australopithecus sediba, blízký H. habilis.
Jsou-li HeLa buňky, přežívající pouze jako součást uměle udržované mikrobiální kultury, chápány jako samostatný, nepohlavně se množící druh savce, potom je žádoucí klasifikovat je pod jménem Homo gartleri (a nikoli jako Helacyon gartleri, aby nebyl rod Homo parafyletický) jako další recentní druh tohoto rodu. Chápání HeLa buněk jako samostatného druhu však není odborníky všeobecně přijímáno.

Hlavní vývojové linie člověka a jejich křížení

Některé nálezy popsané jako samostatné druhy zatím nedosáhly všeobecného uznání (např. †Homo cepranensis, †Homo gautengensis či †Homo bodoensis), některé byly včleněny do druhů jiných (např. †Homo georgicus, †Homo pekinensis, †Homo soloensis a †Homo tsaichangensis do H. erectus), u některých dosud převládá nejistota (†Homo helmei může být samostatnou linií či patřit do H. heidelbergensis nebo H. sapiens). Také pro zatím nejstaršího známáho evropského zástupce rodu Homo, identifikovaného na základě nálezů z r. 2022 ve Španělsku a předběžně klasifikovaného jako Homo affinis erectus, není dosud jasné, zda bude zařazen do H. erectus, H. antecessor nebo se stane novým druhem.
Za samostatný druh zatím nejsou uznáni ani neandrtálcům blízcí denisované, současníci Homo neanderthalensis i Homo sapiens, ani „starší příbuzní“ člověka floreského, objevení v r. 2016 (kteří možná budou přiřazeni do H. floresiensis). Na plné přijetí zatím čekají i výše uvedení H. longi navržený v r. 2021, zejména kvůli vyjasnění jeho vztahu k denisovanům a H. juluensis popsaný v r. 2024 a kvůli podobnosti zubů zahrnující vedle samostatně popsaných čínských nálezů také altajské i tibetské nálezy řazené k denisovanům. Hypotézy možného zařazení denisovanů do některého popsaného druhu by mohly být podpořeny, pokud se podaří provést genetické analýzy dalších nálezů. Denisované by také nemuseli být chápáni pouze jako součást jednoho druhu, ale širší vývojovou linii zahrnující více druhů; navržená hypotéza, že vedle H. juluensis či H. longi a některých pozdně chibanských nálezů ze Sulawesi (Talepu) by k nim mohly patřit i odvozené ostrovní druhy H. luzonensis a H. floresiensis, je však pravděpodobně vyloučená.
Dalšími kandidáty na druhové osamostatnění jsou pleistocenní hominini z Číny, vyčlenění mimo H. longi a nově sdružovaní do již dříve navrženého, ale dosud neuznaného druhu †Homo daliensis, či možná nová linie pozdně pleistocenních homininů z nálezů v jihovýchodní Číně; naopak nálezy z jihočínských jeskyní Longlin a Maludong („Red Deer Cave people“, česky někdy uváděné jako „lid červených jelenů“) již byly jako nový druh či hybrid raných druhů vyloučeny poté, co genomická analýza potvrdila, že jde i přes neobvyklé morfologické znaky o moderního H. sapiens.  Uznání jakožto nového druhu ani oficiálního vědeckého pojmenování se dosud nedostalo „Nešer Ramla Homo“ popsanému v roce 2021, který by mohl reprezentovat bazální zástupce denisovsko-neandertálské linie.
Molekulární rozbory identifikovaly některé další vymřelé linie, jejichž geny přetrvávají jako výsledek dávného křížení v současné lidské populaci. Jako linie na úrovni dalšího druhu by mohli být označeni např. tzv. „archaičtí Afričané“, geneticky identifikovaní v genomu Mandinků a Sanů, Pygmejů, Hadzů a Sandawů, Esanů, Gambiů, Mendů a Jorubů a některých dalších etnických skupin moderního člověka. Vyčlenili se z lidského vývojového kmene ještě před oddělením denisovsko-neandertálské větve. Je možné, že k nim existuje i fosilní záznam již popsaný jako jiný druh (H. naledi nebo Homo heidelbergensis); přiřazení je však mimo současné možnosti paleontologie.
Systematika se v souvislosti s novými paleontologickými nálezy mění. Některé druhy se někdy označují pouze jako poddruhy jiných druhů (a to i ve starší literatuře, např. Homo neanderthalensis jakožto H. sapiens neanderthalensis – genetické analýzy totiž prokázaly značnou míru křížení s H. sapiens v užším smyslu, a to pravděpodobně ve více událostech zachovávajících životaschopnou linii). Genetické analýzy ukázaly, že se kdysi s člověkem moudrým úspěšně křížili i denisované (nejméně čtyřikrát) a některé jejich geny přetrvávají v současné populaci Melanésanů a Tibeťanů. Křížení neandertálců a denisovanů (tehdy již oddělených vývojových linií) dokázal nález jejich společného potomka; navíc analýzou genomů současné lidské populace se podařilo ukázat, že křížení probíhalo v nezanedbatelném rozsahu a pravděpodobně vznikla populace představující novou, minimálně 280 tisíc let starou, linii tzv. „přízračného předka“ (angl. „ghost ancestor“), který se později v Asii a Oceánii zase křížil s H. sapiens (není však vyloučeno, že se jedná o samostatnou vývojovou větev, oddělenou od denisovanů krátce po jejich osamostatnění). V genofondu současných obyvatel ostrova Flores pak byla indikována introgrese pravděpodobné čtvrté samostatné podobně staré linie denisovsko-neandertálského vývojového kmene. Bylo prokázáno i křížení denisovanů s vývojově starší větví člověka (pravděpodobně H. heidelbergensis nebo H. erectus).
I některé nové fosilní nálezy (např. z lokality Dmanisi v Gruzii) se navíc zdají podporovat názor, že druhů v lidské kmenové linii bylo ve skutečnosti méně, protože nálezy tradičně pokládané za odlišné druhy by mohly reprezentovat linie, které na sebe přímo navazují, nebo, u nálezů více tradičních druhů ve stejných sídlištích, o pouhé morfologické formy jednoho druhu. Takováto „slučovací“ systematika pak nově řadí popsané skupiny rodu Homo jakožto poddruhy do pouhých dvou druhů – Homo erectus sensu lato a Homo sapiens sensu lato.
Do Homo erectus sensu lato pak patří H. habilis, H. rudolfensis, H. naledi, H. ergaster, H. erectus sensu stricto (včetně H. pekinensis a H. soloensis), H. antecessor, H. floresiensis a pravděpodobně i H. luzonensis (pokud není úplně samostatnou linií v rámci Homo).
Do Homo sapiens sensu lato jsou pak řazeni H. helmei, H. rhodesiensis, H. heidelbergensis, H. neanderthalensis a H. sapiens sensu stricto (a patří sem pochopitelně i denisované, „přízrační předci“ a pravděpodobně i „archaičtí Afričané“).
H. erectus sensu lato však nemůže být považován za přímého předka H. sapiens sensu lato ve fylogenetickém smyslu, ale o parafyletické seskupení. Přinejmenším pro H. antecessor bylo prokázáno, že je vedlejší vývojovou větví vzhledem k linii vedoucí k H. sapiens sensu lato.

## Charakteristika
Všechny druhy rodu Homo používaly nástroje, jazyk a poměrně vyspělou kulturu. Od kdy byla technologie a kultura předávána není však jisté. Z anatomických znaků je zásadní především bipedie, zvětšení objemu mozku (vyjma Homo habilis více než 1000 ml), čelo od očí stoupá vzhůru, lebka se zakulacuje, dochází k určité redukci zubů, zkracování rukou a naopak prodlužování nohou.
Člověk se (jako ostatní současní hominini) živí rostlinnou i živočišnou potravou, obojí potrava je doložena i v paleontologických nálezech (v sídlištích shromážděné pevné části rostlin – pecky, skořápky – a rozbité kosti ze zvířat) a nově prokázána i analyticky pomocí zastoupení izotopů v kosterních pozůstatcích či analýzou zubního povlaku. Z rostlinné potravy je schopen trávit tuky, bílkoviny a většinu sacharidů (nikoli celulózu), z živočišné potravy přijímá zejména bílkoviny a tuky (kromě masa a vajec se u moderního člověka vyvinula schopnost i v dospělosti trávit mléko).
Modernějším druhům člověka, včetně jediného současně žijícího člověka moudrého, je vlastní užívání oděvů jednak pro ochranu před klimatickými vlivy a jinými mechanickými a tepelnými účinky okolního prostředí a jednak jako součást společenského chování a jeho znaků a určení role ve společnosti.
Charakteristická pro člověka je také schopnost přesné imitace, která je například podmínkou pro předávání a učení se řeči.

## Evoluce
Stále není jasné, z jaké linie hominidů se rod Homo vyvinul. Většina vědců se shoduje, že předkem byla jedna linie australopitéků (Australopithecus), tzv. gracilní australopitéci, mezi něž patří např. A. africanus či A. afarensis. Tato linie australopitéků měla menší čelist i zuby a živila se pravděpodobně jemnější potravou.
Nejstarším paleontologickým nálezem, zařazovaným do rodu Homo, je africký Homo habilis, starý až 2,5 milionu let. Už tento primitivní člověk měl proti australopitékům větší mozek (asi 600–750 ml) a také ustupující čelisti. Také u něj byly nalezeny jednoduché kamenné nástroje. Předpokládá se, že H. habilis nikdy neopustil africký kontinent.
Opustit Afriku se podařilo až člověku vzpřímenému, tedy druhu Homo erectus, který žil mezi 1,8 – 0,5 miliony lety. H. erectus osídlil například Indonésii, ale podle nejnovějších objevů relativně brzy i Evropu. Nejmladší jsou fosilie druhů Homo neanderthalensis a Homo sapiens. Současníky neandrtálců a moderních lidí byli také Homo floresiensis a denisované. H. sapiens, tedy člověk moudrý, je jediným recentním zástupcem rodu.
V roce 1900 žilo na světě 1,65 miliard lidí. V únoru 2017 žilo na světě 7,3 miliard a počet neustále roste. Lidé již osídlili všechny kontinenty a dostali se i na zemskou orbitu.